# Маріус Штефенеску
Маріус Штефенеску (рум. Marius Ștefănescu, нар. 14 серпня 1998, Каракал) — румунський футболіст, півзахисник клубу «Стяуа» та збірної Румунії.

## Клубна кар'єра
Народився 14 серпня 1998 року в місті Каракал. Вихованець футбольної школи клубу «Сепсі ОСК». 2017 року для отримання ігрової практика молодого гравця віддалив оренду у клуб третього дивізіону «Тиргу-Секуєск», де він провів 2 роки.
Влітку 2019 року Штефенеску повернувся з оренди і 12 липня зіграв свій перший матч Ліги I за «Сепсі», вийшовши на заміну на 65-й хвилині в грі з «Волунтарі» (0:0). Надалі Маріус швидко став основним гравцем команди, в якій провів п'ять сезонів, взявши участь у 112 матчах чемпіонату. 19 травня 2022 року Штефенеску допоміг «Сепсі» виграти свій перший трофей в історії, після того, як двічі забив у перемозі у фіналі Кубку Румунії проти «Волунтарі» (2:1), а вже через місяць виграв з командою і Суперкубок. За це у травні та липні 2022 року щоденна газета Gazeta Sporturilor визнавала його найкращим гравцем місяця в Румунії. Наступного року він знову виграв з командою національний Кубок і Суперкубок. Загалом за 4 сезони у рідній команді Штефенеску зіграв 140 ігор в усіх турнірах і забив 20 голів.
14 червня 2024 року за 1,31 млн євро перейшов до столичного «Стяуа». Він забив гол у своєму дебютному матчі за клуб 4 липня у Суперкубку Румунії, допомігши «армійцям» обіграти «Корвінул» з рахунком 3:0 і таким чином втретє поспіль став володарем цього трофею. Станом на 21 жовтня 2024 року відіграв за бухарестську команду 9 матчів в національному чемпіонаті.

## Виступи за збірну
14 червня 2022 року дебютував в офіційних матчах у складі національної збірної Румунії в грі Ліги націй проти Чорногорії (0:3). Він вийшов у стартовому складі, а потім був замінений на 58-й хвилині на Октавіана Попеску.

## Титули і досягнення

### Командні
- Володар Кубка Румунії (2):

«Сепсі ОСК»: 2021/22, 2022/23
- Володар Суперкубка Румунії (4):

«Сепсі ОСК»: 2022, 2023
«ФКСБ»: 2024, 2025
- Чемпіон Румунії (1):

«ФКСБ»: 2024/25

### Особисті
- Найкращий гравець матчу за Суперкубок Румунії: 2024